# Becky Lavelle
Pour les articles homonymes, voir Lavelle.
Becky Lavelle née Gibbs le 5 décembre 1974 à Minnetonka au Minnesota, est une triathlète professionnelle américaine, championne des États-Unis en 2005 et vainqueur de compétition  Ironman 70.3.

## Biographie

### Jeunesse
Becky Gibbs Lavelle  commence le sport par la natation pendant ses années de collèges. Son frère Randy et un de ses amis l'incite à essayer une course de triathlon à proximité de sa ville de résidence, le Life Time Fitness Triathlon. Elle prend la seconde place de son groupe d'âge et également beaucoup de plaisir dans cette nouvelle pratique, élément qui la motive pour persévérer dans ce sport. Après plusieurs succès sur le circuit amateur, elle s'installe dans le Minnesota et devient professionnelle en 1998. Ces efforts pour vivre de sa passion à une époque ou les gains lors des victoires sont encore restreint, sont compensés par son dynamisme, qui lui permet de trouver des sponsors pour poursuivre ses objectifs. À 26 ans, elle décide de suivre un stage d'entrainement intensif sur l'ile d’Hawaï, c'est à cette occasion qu'elle rencontre son futur mari, Brian Lavelle Elle a une sœur jummelle, Jenny.

### Carrière en triathlon
En 2004, une blessure au genou durant le printemps l'a mise à l'arrêt sur le reste de l'année olympique. L'année d'après, elle devient championne des États-Unis dans un temps de 2 h 7 min 55 s devant Barbara Lindquist et Laura Bennett. Sa meilleure performance, elle l'atteint en 2008 en obtenant une troisième place aux championnats du monde Ironman 70.3 à Clearwater en Floride.

### Drame familial
Le 17 décembre 2007 au matin, elle apprend par son beau-frère la mort violente par balles de sa sœur jumelle Jenny et de leur fils nouveau-né Graham. Fortement affectée par la terrible nouvelle, c'est avec l'aide de ses parents qu'elle organise son voyage dans le Minnesota où résidait sa sœur. Lors du départ à l'aéroport, elle apprend par téléphone, que l'arme trouvait près des corps de sa sœur et de son neveu avait été acheté par sa sœur elle-même. Les conclusions autour des raisons de leurs morts tendent alors à un suicide dut à une sévère dépression post-natale.
Becky Lavelle profondément atteinte par la rupture de ce lien familial profond s'est progressivement reconstruite en s'adonnant au triathlon, gardant le souvenir de sa sœur qui depuis son arrêt de la natation de compétition dans laquelle elle excellait, l'accompagnait et la supportait souvent sur ses courses de triathlon. À la suite de ce drame, Becky Lavelle fonde la fondation « Jenny's Light », dont la vocation est de collecter des fonds, d'aider et de prévenir les dépressions périnatales, n'ayant jamais déceler à son grand regret, les difficultés profondes qui ont conduit sa famille au drame.

### Vie privée
Elle s'est mariée avec le triathlète professionnel Brian Lavelle le 28 décembre 2002, qu'elle a connu sur le camp d'entraînement des championnats du monde d'Ironman à Kailua-Kona en l'an 2000, ils ont ensemble Caitlin née le 15 juin 2010.

## Palmarès
Le tableau présente les résultats les plus significatifs (podium) obtenus sur le circuit national et international de triathlon depuis 2005,.
| Année | Compétition                       | Pays       | Position           | Temps           |
| ----- | --------------------------------- | ---------- | ------------------ | --------------- |
| 2012  | 5150 Nouvelle-Orléans             | États-Unis | Médaille d'or      | 2 h 11 min 52 s |
| 2012  | 5150 Columbus                     | États-Unis | Médaille d'or      | 1 h 58 min 10 s |
| 2012  | 5150 Galveston                    | États-Unis | Médaille d'or      | 2 h 1 min 42 s  |
| 2011  | 5150 Galveston                    | États-Unis | Médaille d'or      | 2 h 3 min 48 s  |
| 2009  | Ironman 70.3 Lake Stevens         | États-Unis | Médaille d'or      | 3 h 56 min 36 s |
| 2008  | Championnat du monde Ironman 70.3 | États-Unis | Médaille de bronze | 4 h 7 min 32 s  |
| 2008  | Los Angeles Triathlon             | États-Unis | Médaille d'or      | 1 h 59 min 48 s |
| 2007  | Wildflower Triathlon              | États-Unis | Médaille d'or      | 4 h 35 min 19 s |
| 2006  | Ironman 70.3 Vineman              | États-Unis | Médaille d'or      | 4 h 29 min 10 s |
| 2006  | Escape from Alcatraz Triathlon    | États-Unis | Médaille d'or      | 2 h 21 min 5 s  |
| 2005  | Championnat des États-Unis        | États-Unis | Médaille d'or      | 2 h 7 min 55 s  |